# Roberto Alonso Fernández

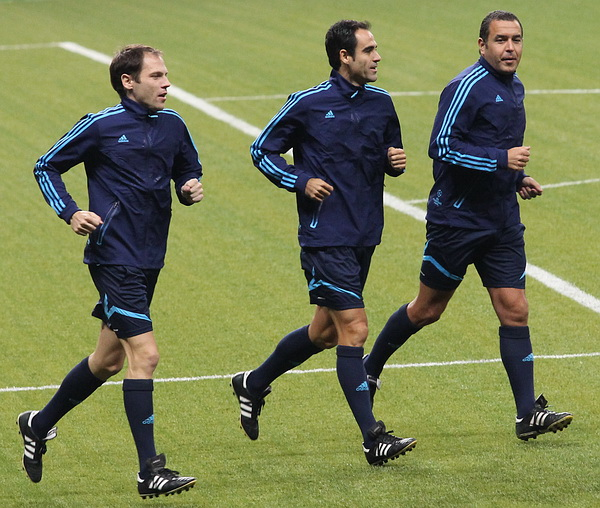
Roberto Alonso Fernández (links) mit Carlos Velasco Carballo (2010)

Roberto Alonso Fernández (* 18. September 1976) ist ein spanischer Fußballschiedsrichterassistent.
Seit 2007 steht er als Schiedsrichterassistent auf der Liste der FIFA-Schiedsrichter. Er war (gemeinsam mit Juan Yuste Jiménez) langjähriger Schiedsrichterassistent von Carlos Velasco Carballo bei internationalen Fußballspielen.
Fernández war bei der Europameisterschaft 2012 in Polen und der Ukraine, bei der FIFA-Klub-Weltmeisterschaft 2013 in Marokko, bei der Weltmeisterschaft 2014 in Brasilien, bei der Europameisterschaft 2016 in Frankreich (jeweils als Schiedsrichterassistent von Carlos Velasco Carballo) und bei der paneuropäischen Europameisterschaft 2021 (als Schiedsrichterassistent von Carlos del Cerro Grande) im Einsatz.
Von Oktober 2007 bis Februar 2022 leitete er insgesamt 38 Spiele in der Europa League. Von September 2007 bis März 2022 leitete er insgesamt 59 Spiele in der Champions League. 